# Єнінець
Єнінець (пол. Jeniniec, нім. Ober Gennin) — село в Польщі, у гміні Боґданець Ґожовського повіту Любуського воєводства.
Населення — 344 особи (2011).

## Демографія
Демографічна структура станом на 31 березня 2011 року:
|          | Загалом | Допрацездатний вік | Працездатний вік | Постпрацездатний вік |
| -------- | ------- | ------------------ | ---------------- | -------------------- |
| Чоловіки | 155     | 30                 | 115              | 10                   |
| Жінки    | 189     | 51                 | 110              | 28                   |
| Разом    | 344     | 81                 | 225              | 38                   |